# 2266 Tchaikovsky
A 2266 Tchaikovsky (ideiglenes jelöléssel 1974 VK) egy kisbolygó a Naprendszerben. Ljudmila Ivanovna Csernih fedezte fel 1974. november 12-én.
Nevét Pjotr Iljics Csajkovszkij (1840–1893) orosz romantikus zeneszerző után kapta.